# Antoni Weiner
Ernest Antoni Weiner (ur. 28 stycznia 1925 w Katowicach, zm. ok. 2007 r. w Niemczech) – polski kierowca wyścigowy i rajdowy, wielokrotny wyścigowy i rajdowy mistrz Polski.

## Biografia
W WSMP zadebiutował w sezonie 1953 podczas rundy w Lublinie. Ścigał się wtedy DKW, zajmując drugie miejsce w klasie turystycznej do 750 cm³. W 1954 roku rozpoczął korzystanie z samochodu własnej produkcji pod marką SAM. Był to pojazd oparty na zmodyfikowanym podwoziu i silniku DKW, który Weiner przygotowywał w swoim warsztacie w centrum Katowic. W debiucie tym samochodem Weiner wygrał zawody w Krakowie w dwóch klasach. Weiner wygrał również wyścigi w Lublinie i Wiśle, zdobywając mistrzostwo Polski w klasie S do 1300 cm³ oraz S do 750 cm³. W sezonie 1955 był trzeci w klasie S 750 cm³ oraz czwarty w klasie S 1300 cm³. W roku 1956 zdobył wicemistrzostwo w klasie S do 750 cm³. W 1957 roku, ścigając się SAM-em z silnikiem Triumph wywalczył mistrzostwo Polski, wygrywając zawody w Bydgoszczy i Częstochowie. Rok później był trzeci. W sezonie 1960 po raz trzeci został mistrzem Polski, stosując SAM z silnikiem Lancia. Wygrał wówczas wyścigi we Wrocławiu i w Lublinie. W roku 1961 obronił tytuł, tym razem używając samochodu Rak Junior I. W sezonie 1965 był wicemistrzem Polski w klasyfikacji Formuły 3, a rok później był trzeci.
Uczestniczył w wyścigach za granicą, między innymi w ZSRR i NRD. Uczestniczył w Pucharze Pokoju i Przyjaźni, wygrywając eliminację w Warszawie w 1966 roku.
Debiut w RSMP zaliczył w 1957 roku podczas Rajdu Łódzkiego, gdzie Citroënem BL 11 wygrał swoją klasę. Był ponadto drugi w klasie w Rajdzie Polski. W 1957 roku wygrał jeszcze Rajd Wisły i na koniec sezonu został zwycięzcą klasyfikacji kategorii I klasy VII. W 1958 roku zadebiutował w mistrzostwach Europy, zajmując Simką Aronde 27. miejsce w Rajdzie Akropolu. Na krajowym podwórku był drugi w klasie po zwycięstwach w Rajdzie Łódzkim i Rajdzie Dolnośląskim. W 1959 roku zadebiutował w Rajdzie Monte Carlo. W Polsce, startując IFA F9 i Wartburgiem, zdobył mistrzostwo klasy IV, wygrywając trzy z czterech rajdów. W sezonie 1960 był 44 w Rajdzie Monte Carlo. W roku 1962 zajął natomiast 18 pozycję w Rajdzie Akropolu. Sezon 1964 Weiner zakończył ze zwycięstwem w kategorii 2 klasie, m.in. wygrywając Morrisem Mini Cooper Rajd Dolnośląski. W 1967 roku zajął szóste miejsce w Rajdzie Pneumant w NRD, a w RSMP zajął trzecie miejsce w klasyfikacji generalnej. W 1968 roku był 50 w Rajdzie Monte Carlo i trzeci w Rajdzie Pneumant.
W 1969 roku został aresztowany za przemyt walut obcych, które chciał przeznaczyć na zakup zagranicznego samochodu. Za to samo przestępstwo został dożywotnio zdyskwalifikowany przez Polski Związek Motorowy.

## Wyniki

### Polska Formuła Junior/Formuła 3
| Rok  | Zespół                  | Samochód     | Silnik   | Wyniki w poszczególnych eliminacjach | Wyniki w poszczególnych eliminacjach | Wyniki w poszczególnych eliminacjach | Wyniki w poszczególnych eliminacjach | Pkt. | Msc. |
| ---- | ----------------------- | ------------ | -------- | ------------------------------------ | ------------------------------------ | ------------------------------------ | ------------------------------------ | ---- | ---- |
| 1962 |                         |              |          |                                      |                                      |                                      |                                      | ?    | ?    |
| 1962 | Automobilklub Śląski    | Rak Junior I | Wartburg | 3                                    | 2                                    | -                                    |                                      | ?    | ?    |
| 1963 |                         |              |          |                                      |                                      |                                      |                                      | 29   | 7    |
| 1963 | Automobilklub Śląski    | Rak Junior I | Wartburg | NU                                   | -                                    | -                                    | 3                                    | 29   | 7    |
| 1964 |                         |              |          |                                      |                                      |                                      |                                      | 8    | 6    |
| 1964 | Automobilklub Śląski    | Rak          | Wartburg | 7                                    | 3                                    | -                                    | -                                    | 8    | 6    |
| 1965 |                         |              |          |                                      |                                      |                                      |                                      | 12   | 2    |
| 1965 | Automobilklub Krakowski | Rak          | Wartburg | 4                                    | 1                                    | NU                                   |                                      | 12   | 2    |
| 1966 |                         |              |          |                                      |                                      |                                      |                                      | 16   | 3    |
| 1966 | Automobilklub Śląski    | Rak          | Wartburg | -                                    | 1                                    | -                                    | 1                                    | 16   | 3    |
| 1967 |                         |              |          |                                      |                                      |                                      |                                      | 8    | 3    |
| 1967 | Automobilklub Śląski    | Rak          | Wartburg | 5                                    | NU                                   | NU                                   |                                      | 8    | 3    |

### Wschodnioniemiecka Formuła Junior/Formuła 3
| Rok  | Zespół        | Samochód     | Silnik   | Wyniki w poszczególnych eliminacjach | Wyniki w poszczególnych eliminacjach | Wyniki w poszczególnych eliminacjach | Wyniki w poszczególnych eliminacjach | Wyniki w poszczególnych eliminacjach | Wyniki w poszczególnych eliminacjach | Pkt. | Msc. |
| ---- | ------------- | ------------ | -------- | ------------------------------------ | ------------------------------------ | ------------------------------------ | ------------------------------------ | ------------------------------------ | ------------------------------------ | ---- | ---- |
| 1962 |               |              |          |                                      |                                      |                                      |                                      |                                      |                                      | 0    | NS   |
| 1962 | Antoni Weiner | Rak Junior I | Wartburg | -                                    | ?                                    | -                                    | -                                    | -                                    | -                                    | 0    | NS   |
| 1965 |               |              |          |                                      |                                      |                                      |                                      |                                      |                                      | 0    | NS   |
| 1965 | Antoni Weiner | Melkus       | Wartburg | -                                    | -                                    | NU                                   | -                                    | -                                    | -                                    | 0    | NS   |
| 1967 |               |              |          |                                      |                                      |                                      |                                      |                                      |                                      | 0    | NS   |
| 1967 | Antoni Weiner | Rak          | Wartburg | -                                    | -                                    | -                                    | -                                    | -                                    | NU                                   | 0    | NS   |